# Festival de Vairankode
El Vairankode Festival es uno de los festivales anuales más populares de Kerala celebrado en el Vairankode Bhagavathy templo cerca de Thirunavaya en el distrito de Malappuram. Vairankode Bhagavathy templo es uno de los más antiguos templos de Bhadrakaali en el norte de Kerala.

## Historia
El templo Vairankode Bhagavathy fue construido por Azhvanchery Thamprakkal hace unos 1500 años y se cree que la diosa aquí es la hermana de Kodungalloor Bhagavathy .Se cree que cuando los devotos del templo, 

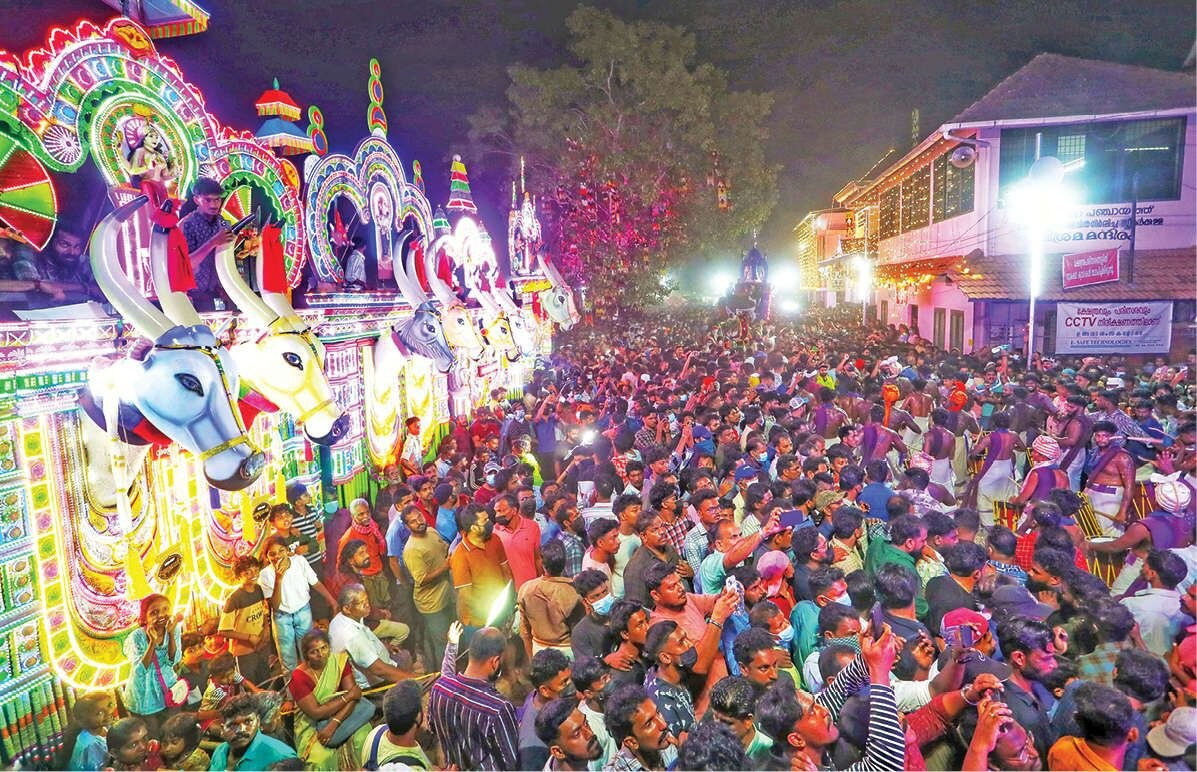
Festival de Vairankode

## Influencias culturales
La Festival anual de Vairankode se celebra en el mes malayalam de Kumbham (febrero). El festival comienza, el primer domingo del mes de Kumbham.
En ambos días, la procesión de diversas formas de arte popular como Poothan, Thira, Kattalan, Pulikali de pueblos y lugares cercanos son la atracción principal. Eratta Kaala, las efigies decoradas de bueyes es otro punto culminante del festival. El ritual de Kanalattam, devotos caminando sobre fuego, se llevará a cabo en la medianoche del día final.
El templo está decorado tradicionalmente con plátano, hojas de coco, flores, hojas, lámparas y luces tradicionales. El teatro proporcionará al público una experiencia memorable, mostrando la belleza de los festivales del templo del pueblo rural de Kerala junto con un vistazo a las pasiones de la gente rural.

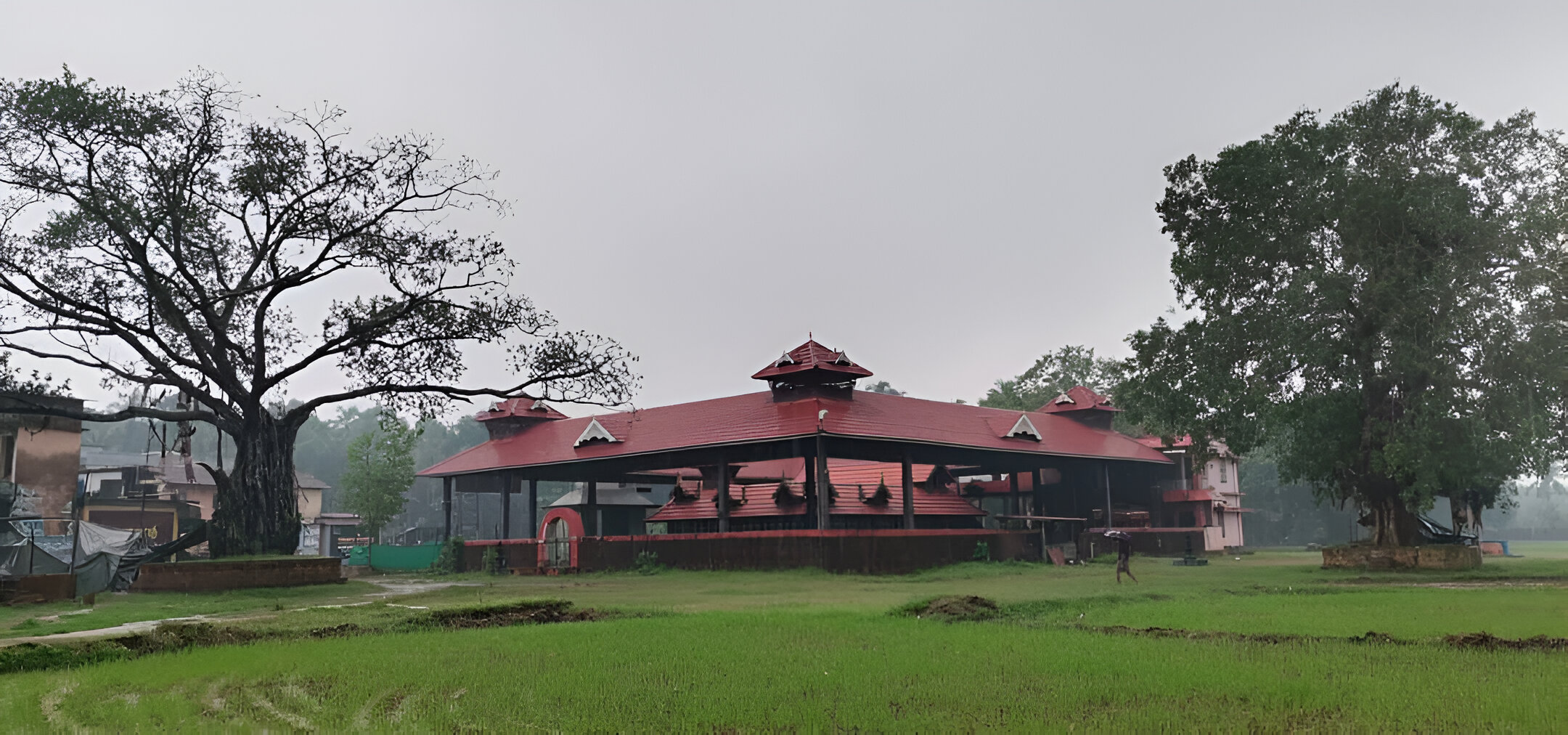
Templo Sree Vairankode Bhagav

- Meena J. Panikker. «Katala vesa: On Revisiting the Hunter». ResearchGate. Consultado el 5 de enero de 2024.
- «Culture of Malappuram». Malappuram Online. Consultado el 5 de enero de 2024.
- «Azhvanchery Thamprakkal Blesses Procession at Vairankode Vela». The Hindu. 24 de febrero de 2018.

- Datos: Q124727243
- Multimedia: Vairankode Festival / Q124727243